# Lista telefonów marki Ericsson
Lista telefonów marki Ericsson – lista wyprodukowany telefonów komórkowych przez Ericsson do 2001 roku. W latach 2001–2011 Ericsson współpracował z Sony Mobile Communications, zaś powstałe telefony sygnowała marka Sony Ericsson.

## Lista
| model | wymiary (mm)   | masa  | maksymalny czas czuwania maksymalny czas rozmów | pasmo         | tryb wiadomości | dodatkowe informacje | źródło |
| ----- | -------------- | ----- | ----------------------------------------------- | ------------- | --------------- | -------------------- | ------ |
| R290  | 62 x 100 x 39  | 350 g | ?                                               | 900/1800      | SMS             | –                    | [ 1 ]  |
| R310s | 131 x 53 x 25  | 173 g | ?                                               | 900/1800      | N               | –                    | [ 2 ]  |
| R380  | ?              | ?     | ?                                               | 900/1800      | N               | –                    | [ 3 ]  |
| R380s | 130 x 50 x 26  | 164 g | 107 godz. 240 min                               | 900/1800      | SMS EMS         | –                    | [ 4 ]  |
| R520m | 130 x 50 x 16  | 105 g | 300 godz. 660 min                               | 900/1800/1900 | SMS EMS         | –                    | [ 5 ]  |
| R600  | 105 x 45 x 20  | 82 g  | 150 godz. 240 min                               | 900/1800      | SMS EMS         | –                    | [ 6 ]  |
| T18s  | 105 x 49 x 24  | 146 g | 100 godz. 240 min                               | 900/1800      | SMS             | –                    | [ 7 ]  |
| T66   | 92 x 41 x 18,5 | 59 g  | 150 godz. 300 min                               | 900/1800/1900 | SMS EMS         | –                    | [ 8 ]  |
| T68   | 100 x 48 x 20  | 84 g  | 390 godz. 290 min                               | 900/1800/1900 | SMS EMS MMS     | –                    | [ 9 ]  |